# Carboximetilcelulosa
La carboximetilcelulosa (CMC) o carmelosa es un compuesto orgánico, derivado de la celulosa, compuesto por grupos carboximetil, enlazados a algunos grupos hidroxilo, presente en polímeros de la glucopiranosa. A menudo se utiliza como sal, es decir, como carboximetilcelulosa de sodio, también llamada carmelosa sódica, que se utiliza como medicamento para el alivio de los síntomas de la irritación y la sequedad ocular.

## Datos físico-químicos
- Fórmula: RnOCH2-COOH
- Punto de descomposición: 274 °C
- N.º CAS: [9004-32-4]
- Densidad: 0,7-0,9
- Solubilidad: 20 mg/ml

## Propiedades generales
Es similar a la celulosa, pero a diferencia de ella, es soluble en agua; se disuelve en azúcares (sacarosa, fructosa, etcétera).

## Aplicaciones
Es utilizado como espesante y estabilizante, pero también como producto de relleno, fibra dietética y emulsificante, por ejemplo, se suele utilizar en formulaciones farmacéuticas de tipo jarabe no nutritivo, como espesante.  Una de las aplicaciones más novedosas corresponde al área de la medicina donde soluciones de CMC forman geles y son utilizadas en cirugías del corazón, torácicas y de córnea. También se usa para evitar la precipitación de las sales tartáricas en los vinos blancos.
Otra aplicación es la elaboración de adhesivos para papel, debido a que por sus características no mancha el papel, no atrae insectos bibliófagos, no desprende olor y es fácil de eliminar, lo cual es ideal para materiales que requieren restauración.

## Síntesis
Es sintetizado por medio de la reacción entre la celulosa con ácido cloroacético.